# Dendropemon lepidotus
Dendropemon lepidotus là một loài thực vật có hoa trong họ Loranthaceae. Loài này được (Krug & Urb.) Leiva & I.Arias mô tả khoa học đầu tiên năm 1983.